# 潘伯翀
潘伯翀（1577年—1613年），字元翰，號元麓，南直隸松江府上海縣人，竈籍，明朝政治人物。

## 生平
隆庆四年庚午應天府鄉試第二十八名舉人，联捷五年辛未科會試進士。未廷试而卒。妻子秦氏在伯翀死後守節以终，受到旌表。

## 家族
祖父潘雷。父潘舜卿，生员。弟潘伯䎂，字雲翥，三十四年丙午科順天乡试举人。從弟潘大儒。